# Spacetrain
スペーストレインフェスティバルは日本のフェスである。2012年6月からイベントSPACETRAINとしてスタートし、2014年2月よりSPACETRAIN Fes.として開催されている。主催はミュージシャンのレイ・マストロジョバンニ。

## 概要
東京都渋谷区にある3会場のクラブを自由に行き来にでき、多数のアーティストのライブを見る事ができる。ステージは3会場に分けられており、音楽のジャンル、メジャー・インディーズに捕われず幅広いアーティスト達が集い、出演バンドの音楽のタイプや照明、絵画などでそれぞれの会場の空間を演出している。
また、飲食や衣類の販売もしており、出演バンドが自ら販売している。
フェスの最後にはジャムセッションがあり、出演したアーティスト達がアドリブで曲を作っていくというイベントがある。これはSPACETRAINFesの大きな特徴である。

## 出演アーティスト

### 2012年2月
1. SPACETRAIN STAGE
  - 音の旅crew(ONTC)
  - Merpeoples
  - BIGNOUN
  - I HATE MONDAYS(ex.Wednesday)
  - jumicchi
  - Chester Copperpot
  - DOACOCK
  - SHAKALABBITS
  - レイ・マストロジョバンニ(REI MASTROGIOVANNI)

1. SKAHOLIC STAGE
  - HELLO SPRINGFIELD!!
  - Cubetone
  - SKALL HEADZ
  - DALLAX
  - オレスカバンド
  - What's Love?
  - POTSHOT1997
  - MAGUMI & THE BREATHLESS

1. SPACETRAIN CAFE
  - Mayumi Yamazaki
  - ヒサシ the KID
  - Riku Kudara
  - HOLIDAYS OF SEVENTEEN